# Alan Rabinowitz
Alan Robert Rabinowitz (Brooklyn, 31 de diciembre de 1953-Manhattan, 5 de agosto de 2018) fue un zoólogo y biólogo estadounidense que fuera director ejecutivo de Panthera, una organización de conservación sin fines de lucro dedicada a proteger las 37 especies de felinos salvajes del mundo. Fue llamado el "Indiana Jones de la protección de la vida silvestre" por Time, ha estudiado jaguares, panteras nebulosa, leopardos asiáticos, tigres, rinocerontes de Sumatra, osos, gatos leopardo, mapache y civetas.

## Biografía

### Primeros años
Hijo de Frank y Shirley Rabinowitz, Alan nació en Brooklyn, Nueva York pero se mudó a Queens poco después. En la escuela primaria, fue colocado en una clase de educación especial debido a un tartamudeo severo. Incapaz de comunicarse con sus pares y profesores, Rabinowitz se interesó en la vida silvestre, con la cual sí se podía comunicar.
Rabinowitz frecuentemente contaba esta historia de su niñez en entrevistas, conferencias, libros y otras publicaciones para explicar cómo se interesó en la conservación de la vida silvestre.
En 2008, un vídeo de Rabinowitz contando esta historia en The Colbert Report se hizo viral. Rabinowitz sirve como portavoz para la Fundación de Tartamudez (SFA).
En 1974, Rabinowitz recibió su licenciatura en biología y química de la Universidad de Maryland Occidental (ahora McDaniel College) en Westminster, Maryland. Luego recibió su M.S. (1978) y Ph.D. (1981) en ecología en la Universidad de Tennessee.

### Carrera
Antes de cofundar Panthera con el presidente de la organización, Thomas Kaplan, en 2006, se desempeñó como Director Ejecutivo de la División de Ciencia y Exploración de Wildlife Conservation Society, donde trabajó durante casi 30 años.
Mientras trabajaba en el valle de Hukaung, Birmania, en 1997, descubrió cuatro nuevas especies de mamíferos, incluyendo la especie de ciervo más primitivo en el mundo, Muntiacus putaoensis, o el ciervo de la hoja. Su trabajo en Myanmar condujo a la creación de cinco nuevas áreas de vida silvestre protegidas, incluido el primer parque marino del país, el parque nacional Lampi Island; El primer y más grande parque nacional del Himalaya de Myanmar, el parque nacional Hkakabo Razi; el santuario de vida silvestre más grande del país, Hukaung Valley Wildlife Sanctuary; la reserva de tigres más grande del mundo y una de las áreas protegidas más grandes del mundo, Hukaung Valley Tiger Reserve y Hponkhan Razi National Park, un área que conecta Hukaung Valley y Hkakabo Razi con un área protegida contigua de más de 5000 millas cuadradas, llamada Complejo Forestal del Norte.

### Fallecimiento
Falleció el 5 de agosto de 2018 en el Memorial Sloan Kettering Cancer Center a causa de leucemia.

## Libros
| Año       | Título                                                                                    |
| --------- | ----------------------------------------------------------------------------------------- |
| 1986/2000 | Jaguar: One Man’s Struggle to Establish the First Jaguar Preserve                         |
| 1991/2002 | Chasing the Dragon’s Tail: The Struggle to Save Thailand’s Wild Cats.                     |
| 2001      | Beyond the Last Village: A Journey of Discovery in Asia’s Forbidden Wilderness.           |
| 2005      | People and Wildlife: Conflict or Coexistence?                                             |
| 2008      | Life in the Valley of Death: The Fight to Save Tigers in a Land of Guns, Gold, and Greed. |
| 2014      | An Indomitable Beast: The Remarkable Journey of the Jaguar.                               |
| 2014      | "A Boy and a Jaguar."                                                                     |